# Гран-при Великобритании 2017 года
Гран-при Великобритании 2017 года (офиц. англ. 2017 Formula 1 British Grand Prix) — 10-й этап чемпионата мира «Формулы-1» сезона 2017 года, который прошёл с 14 по 16 июля на трассе «Сильверстоун» в Великобритании.

## Свободные заезды
В начале первой тренировки в Сильверстоуне Себастьян Феттель выехал из боксов на машине с системой защиты головы Shield, но тесты новинки получились короткими. В конце круга немец свернул в боксы, «экран» демонтировали, и он вернулся на трассу на машине обычной конфигурации.
Масса повредил машину о поребрик в Copse, Феттель вылетал в зону безопасности в Becketts. После первой серии кругов гонщики вернулись в боксы, маршалы убрали обломки от машины Массы, а скоро и бразилец вернулся на трассу.
В конце сессии Даниил Квят пожаловался на потерю мощности силовой установки и медленно вернулся в боксы.
Протокол возглавил Валттери Боттас, проехав круг за 1:29,106. Наибольшая дистанция у Серхио Переса.
К началу второй сессии небо затянули облака, но трасса оставалась сухой. Гонщики продолжили традиционную программу поиска настроек и оценки эффективности резины. В первой тренировке у многих возникли сложности с прогревом передних шин — в командах пытались решить эту проблему.
Гонщики работали длинными сериями кругов с шинами Soft и SuperSoft — самый мягкий состав в этом году дебютировал на британской трассе. От Medium в большинстве команд отказались — на них выезжали только в Mercedes и Toro Rosso.
Не обошлось без ошибок и вылетов. Сайнс побывал на траве в 12-м повороте, потеряв первую половину сессии. Хэмилтон и Палмер вылетали с трассы, Льюис подтвердил, что машина повреждена на поребрике, и вернулся в боксы, но потом смог продолжить работу. Во второй половине сессии развернуло Массу и Райкконена без серьёзных последствий.
Как и утром, протокол возглавил Валттери Боттас, проехав лучший круг за 1:28,496 — почти на секунду быстрее прошлогоднего поула.
По ходу британского уик-энда хотя бы в один из дней идёт дождь, и в субботу эта тенденция подтвердилась вновь. Утром было холодно. Прогноз обещал дождь, в начале тренировки упали несколько капель, потом немного моросило и по ходу тренировки, но почти всю сессию гонщики отработали на сликах.
Стролл и Грожан выезжали за пределы трассы без последствий для машин. За пятнадцать минут до конца сессии начался дождь и гонщики свернули на пит-лейн, Макс Ферстаппен проскользил мимо точки торможения и вернулся в боксы.
За десять минут до окончания тренировки Вандорн выехал на промежуточной резине, потом его примеру последовали и остальные. Риккардо развернуло на выходе из последнего поворота, Эриксон после разворота вылетел в гравий, но обошлось без последствий для машин.
Протокол возглавил Льюис Хэмилтон, проехав круг за 1:28,063.
| Сессия | №  | Лидер           | Конструктор | Шины | Время    | Погода         | Воздух °C | Трасса °C |
| ------ | -- | --------------- | ----------- | ---- | -------- | -------------- | --------- | --------- |
| 1      | 77 | Валттери Боттас | Mercedes    | P    | 1:29,106 | Облачно. Сухо  | +15…16°C  | +27°C     |
| 2      | 77 | Валттери Боттас | Mercedes    | P    | 1:28,496 | Облачно. Сухо  | +16…18°C  | +30…34°C  |
| 3      | 44 | Льюис Хэмилтон  | Mercedes    | P    | 1:28,063 | Пасмурно. Сухо | +15°С     | +20…19°С  |

## Квалификация
В первой сессии некоторые гонщики выехали на сликах, но сразу вернулись в боксы, переключившись на промежуточную резину. Гонщики работали сериями кругов, дождь сначала усилился, потом стих, часто появлялись желтые флаги — важно было проехать быстрый круг в оптимальный момент.
На восьмой минуте сессии машина Даниэля Риккардо, показавшего до этого лучшее время, остановилась на трассе из-за проблем с турбиной. Сессию остановили красными флагами для эвакуации Red Bull RB13. Через четыре минуты гонщики смогли вернуться на трассу.
Состояние трассы с каждой минутой улучшалось, гонщики сменяли друг друга на первой строчке, в итоге на промежуточной резине лучшее время оставил за собой Макс Ферстаппен — 1:38,912.
На последних минутах Алонсо и Окон выехали на сликах SuperSoft, Фернандо в последний момент успел начать быстрый круг и в итоге сорвал овацию, возглавив протокол — 1:37,598. Из дальнейшей борьбы выбыли: Стролл, Магнуссен, Верляйн, Эриксон и Риккардо.
Во второй серии Боттас выехал на Soft, чтобы завтра стартовать на этом комплекте, остальные гонщики использовали SuperSoft. В первой попытке протокол возглавил Хэмилтон — 1:29,097, во второй проехал ещё быстрее — 1:27,893. Палмер, Квят, Алонсо, Сайнс и Масса не прошли в финал.
В финале все выехали на SuperSoft. В первой попытке Хэмилтон показал лучшее время — 1:27,231. Во второй Боттас ошибся в первом повороте и не смог побороться за поул, а Хэмилтон вновь прибавил — 1:26,600 — таков теперь новый абсолютный рекорд британской трассы.
| Место | №  | Гонщик               | Конструктор | Часть 1  | Часть 2  | Часть 3  | С   | Шины |
| ----- | -- | -------------------- | ----------- | -------- | -------- | -------- | --- | ---- |
| 1     | 44 | Льюис Хэмилтон       | Mercedes    | 1:39,069 | 1:27,893 | 1:26,600 | 1   | P    |
| 2     | 7  | Кими Райкконен       | Ferrari     | 1:40,455 | 1:28,992 | 1:27,147 | 2   | P    |
| 3     | 5  | Себастьян Феттель    | Ferrari     | 1:39,962 | 1:28,978 | 1:27,356 | 3   | P    |
| 4     | 77 | Валттери Боттас      | Mercedes    | 1:39,698 | 1:28,732 | 1:27,376 | 91  | P    |
| 5     | 33 | Макс Ферстаппен      | Red Bull    | 1:38,912 | 1:29,431 | 1:28,130 | 4   | P    |
| 6     | 27 | Нико Хюлькенберг     | Renault     | 1:39,201 | 1:29,340 | 1:28,856 | 5   | P    |
| 7     | 11 | Серхио Перес         | Force India | 1:42,009 | 1:29,824 | 1:28,902 | 6   | P    |
| 8     | 31 | Эстебан Окон         | Force India | 1:39,738 | 1:29,701 | 1:29,074 | 7   | P    |
| 9     | 2  | Стоффель Вандорн     | McLaren     | 1:40,011 | 1:30,105 | 1:29,418 | 8   | P    |
| 10    | 8  | Ромен Грожан         | Haas        | 1:42,042 | 1:29,966 | 1:29,549 | 10  | P    |
| 11    | 30 | Джолион Палмер       | Renault     | 1:41,404 | 1:30,193 |          | 11  | P    |
| 12    | 26 | Даниил Квят          | Toro Rosso  | 1:41,726 | 1:30,355 |          | 12  | P    |
| 13    | 14 | Фернандо Алонсо      | McLaren     | 1:37,598 | 1:30,600 |          | 202 | P    |
| 14    | 55 | Карлос Сайнс-младший | Toro Rosso  | 1:41,114 | 1:31,368 |          | 13  | P    |
| 15    | 19 | Фелипе Масса         | Williams    | 1:41,874 | 1:31,482 |          | 14  | P    |
| 16    | 18 | Лэнс Стролл          | Williams    | 1:42,573 |          |          | 15  | P    |
| 17    | 20 | Кевин Магнуссен      | Haas        | 1:42,577 |          |          | 16  | P    |
| 18    | 94 | Паскаль Верляйн      | Sauber      | 1:42,593 |          |          | 17  | P    |
| 19    | 9  | Маркус Эрикссон      | Sauber      | 1:42,633 |          |          | 18  | P    |
| 20    | 3  | Даниэль Риккардо     | Red Bull    | 1:42,966 |          |          | 193 | P    |

↑  Валттери Боттас получил штраф в 5 позиций за замену коробки передач.
↑  Фернандо Алонсо получил штраф в 30 позиций за замену элементов силовой установки.
↑  Даниэль Риккардо получил штраф в 5 позиций за замену коробки передач и 10 позиций за замену элементов силовой установки.

## Гонка
Дождь хотя бы в один из дней уик-энда — добрая традиция британского Гран-при, добавляющая интриги — на этот раз он помешал гонщикам в конце субботней тренировки и в начале квалификации. В гонке обошлось без осадков.
Новые машины оказались в Сильверстоуне очень быстры. В пятницу на тренировках лидировал Валттери Боттас, утром в субботу протокол возглавил Льюис Хэмилтон, он же завоевал поул с новым рекордом трассы в современной конфигурации — 1:26,600, улучшив своё же прошлогоднее достижение сразу на 2,5 секунды.
Кими Райкконен уступил британцу больше пяти десятых и стартовал вторым, со второго ряда стартового поля гонку начинали Себастьян Феттель и Макс Ферстаппен. Даниил Квят опередил в квалификации напарника по команде и начинал гонку 12-м.
Трое гонщиков потеряли позиции на старте. Валттери Боттас и Даниэль Риккардо получили штраф на пять мест за замену коробки передач. Риккардо не смог завершить квалификацию из-за проблем с силовой установкой и получил ещё один штраф на 10 мест за новый MGU-H, не повлиявший на его стартовую позицию — он начинал гонку 19-м. Фернандо Алонсо оштрафовали на 30 мест за замену элементов силовой установки, испанец стартовал последним.
В Pirelli прислушались к критике команд по поводу большой жесткости составов 2017 года и привезли в Сильверстоун «среднюю» тройку — Medium — Soft — SuperSoft. С Medium по ходу уик-энда почти никто не работал, во второй части квалификации Боттас проехал быстрый круг на Soft, чтобы стартовать на этом комплекте и попробовать отыграться после штрафа за счёт стратегии.
Боттас, Масса, Стролл, Магнуссен, Верляйн и Эриксон начинали гонку на Soft, остальные стартовали на SuperSoft.
Перед стартом Палмер сообщил о проблемах с brake-by-wire и остановил машину на обочине в 15-м повороте. Дирекции гонки пришлось объявить дополнительный прогревочный круг.
На старте Хэмилтон сохранил лидерство. Ферстаппен опередил Феттеля и атаковал Райкконена, но Кими остался впереди. Боттас отыграл две позиции.
Сайнс выбыл из борьбы после столкновения с Квятом, машина Карлоса после удара зацепила Haas Магнуссена. Даниил побывал в боксах и вернулся на трассу.
Выехал автомобиль безопасности для эвакуации машины Сайнса. Стюарды наказали Квята штрафным проездом по пит-лейн за небезопасное возвращение на трассу после вылета, приведшее к аварии.
Первая десятка за автомобилем безопасности: Хэмилтон — Райкконен — Ферстаппен — Феттель — Хюлкенберг — Окон — Боттас — Перес — Вандорн — Масса.
Верляйн дважды сменил резину — перешёл на Medium, а на следующем круге — на Soft.
На 5-м круге был объявлен рестарт. Хэмилтон сохранил лидерство. Риккардо вылетел в гравий, потеряв несколько позиций.
Боттас опередил Окона и Хюлкенберга, поднявшись на пятое место.
Риккардо опередил Магнуссена в борьбе за 14-е место. На 10-м круге Квят проехал по пит-лейн, отбыв штраф.
Первая десятка на 11-м круге: Хэмилтон — Райкконен — Ферстаппен — Феттель — Боттас — Хюлкенберг — Окон — Перес — Вандорн — Масса.
На 12-м круге Риккардо опередил Алонсо, на 13-м — Стролла.
Феттель атаковал Ферстаппена и вышел вперёд, но в следующем повороте Макс отыгрался, вернув позицию — их жесткая борьба позволила Боттасу сократить отставание, трое гонщиков ехали плотной группой.
На 19-м круге Феттель сменил резину, на 20-м круге в Red Bull ответили пит-стопом Ферстаппена, чтобы попытаться избежать подрезки. При смене шин возникла небольшая заминка, Феттель взвинтил темп — и Макс выехал позади Себастьяна.
Даниэль Риккардо опередил Массу в борьбе за 10-ю позицию.
На 21-м круге Окон и Алонсо сменили резину. Феттель и Ферстаппен обогнали Хюлкенберга.
На 23-м круге Стролл провёл пит-стоп, на 24-м — Перес и Грожан, на 24-м — Райкконен, Хюлкенберг и на 25-м Хэмилтон, сохранив лидерство в гонке.
На 26-м круге Масса сменил резину, на 27-м — Вандорн, на 29-м — Квят и Эриксон, на 33-м — Верляйн, Боттас и Риккардо.
Фернандо Алонсо пожаловался на потерю мощности силовой установки и на 34-м круге выбыл из борьбы из-за поломки топливного насоса, остановив машину в боксах.
Риккардо опередил Переса, Окона и Магнуссена, поднявшись на седьмую строчку.
Получив комплект SuperSoft на второй отрезок гонки, Валттери взвинтил темп, сокращая отставание от Феттеля, но и Себастьян прибавил. На 38-м круге Магнуссен сменил резину.
Первая десятка на 39-м круге: Хэмилтон — Райкконен — Феттель — Боттас — Ферстаппен — Хюлкенберг — Риккардо — Окон — Перес — Масса.
На 42-м круге Боттас сократил отставание от Феттеля и атаковал, первая попытка не удалась — Себастьян сохранил позицию, но со второй Валттери вышел вперёд.
На 44-м круге Стролл сменил резину, на 45-м — Грожан. Феттель пожаловался на сильный износ передних шин, но остался на трассе.
Грожан вылетел с трассы в борьбе за позицию с Эриксоном, но смог продолжить борьбу.
За два круга до финиша Райкконен потерял скорость из-за расслоения передней левой шины, он пропустил Боттаса и свернул в боксы. Воспользовавшись моментом, в Red Bull Racing сменили резину на машине Ферстаппена.
У Феттеля левая передняя шина не выдержала на трассе, потеряв давление — на последнем круге гонки он свернул в боксы, потеряв несколько позиций.
Льюис Хэмилтон выиграл Гран-при Великобритании, завоевав пятый «Большой шлем» в карьере. После первой половины сезона главных претендентов на титул разделяет лишь одно очко.

Валттери Боттас финишировал вторым — у Mercedes AMG победный дубль в Сильверстоуне. Кими Райкконен поднялся на третью ступеньку подиума.
| Место | С   | +/- | №  | Гонщик            | Конструктор          | Ш | Круги | Время/причина схода | Пит | Типы шин | О  |
| ----- | --- | --- | -- | ----------------- | -------------------- | - | ----- | ------------------- | --- | -------- | -- |
| 1     | 1   | ▬   | 44 | Льюис Хэмилтон    | Mercedes             | P | 51    | 1:21:27,430         | 1   | S        | 25 |
| 2     | 9   | ▲7  | 77 | Валттери Боттас   | Mercedes             | P | 51    | +14,063             | 1   | S        | 18 |
| 3     | 2   | ▼1  | 7  | Кими Райкконен    | Ferrari              | P | 51    | +36,570             | 2   | S        | 15 |
| 4     | 4   | ▬   | 33 | Макс Ферстаппен   | Red Bull-TAG Heuer   | P | 51    | +52,125             | 2   | S        | 12 |
| 5     | 19  | ▲14 | 3  | Даниэль Риккардо  | Red Bull-TAG Heuer   | P | 51    | +1:05,955           | 1   | S        | 10 |
| 6     | 5   | ▼1  | 27 | Нико Хюлькенберг  | Renault              | P | 51    | +1:08,109           | 1   | S        | 8  |
| 7     | 3   | ▼4  | 5  | Себастьян Феттель | Ferrari              | P | 51    | +1:33,989           | 2   | S        | 6  |
| 8     | 7   | ▼1  | 31 | Эстебан Окон      | Force India-Mercedes | P | 50    | +1 круг             | 1   | S        | 4  |
| 9     | 6   | ▼3  | 11 | Серхио Перес      | Force India-Mercedes | P | 50    | +1 круг             | 1   | S        | 2  |
| 10    | 14  | ▲4  | 19 | Фелипе Масса      | Williams-Mercedes    | P | 50    | +1 круг             | 1   | S        | 1  |
| 11    | 8   | ▼3  | 2  | Стоффель Вандорн  | McLaren Honda        | P | 50    | +1 круг             | 1   | S        |    |
| 12    | 16  | ▲4  | 20 | Кевин Магнуссен   | Haas-Ferrari         | P | 50    | +1 круг             | 1   | S        |    |
| 13    | 10  | ▼3  | 8  | Ромен Грожан      | Haas-Ferrari         | P | 50    | +1 круг             | 2   | S        |    |
| 14    | 18  | ▲4  | 9  | Маркус Эрикссон   | Sauber-Ferrari       | P | 50    | +1 круг             | 1   | S        |    |
| 15    | 12  | ▼3  | 26 | Даниил Квят       | Toro Rosso-Renault   | P | 50    | +1 круг             | 2   | S        |    |
| 16    | 15  | ▼1  | 18 | Лэнс Стролл       | Williams-Mercedes    | P | 50    | +1 круг             | 2   | S        |    |
| 17    | 17  | ▬   | 94 | Паскаль Верляйн   | Sauber-Ferrari       | P | 50    | +1 круг             | 3   | SMS      |    |
| Сход  | 20  | ▲2  | 14 | Фернандо Алонсо   | McLaren Honda        | P | 20    | Топливный насос     | 1   | S        |    |
| Сход  | 13  | ▼6  | 55 | Карлос Сайнс-мл.  | Toro Rosso-Renault   | P | 0     | Авария              | 0   | S        |    |
| НС    | 111 |     | 30 | Джолион Палмер    | Renault              | P |       | Гидравлика          | 0   | S        |    |

↑  Джолион Палмер сошел до старта на прогревочном круге.